# Xenoblade Chronicles X
Xenoblade Chronicles X is een actierollenspel ontwikkeld door Monolith Soft en uitgegeven door Nintendo voor de Wii U. Het spel kwam in Japan uit op 29 april 2015 en in de VS en Europa op 4 december 2015.

## Spel
Net zoals eerdere spellen in de serie is Xenoblade Chronicles X een actierollenspel waarin de speler een hoofdpersonage bestuurt uit een groep van drie. Het is een openwereldspel waarin de speler vrij rond kan lopen en opdrachten moet vervullen. Deze opdrachten zijn verdeeld in korte verhaallijnen, die het algemene verhaal steeds aanvullen.
Tijdens het spelverloop krijgt de speler meer ervaringspunten om zo zijn personage sterker te maken. De gevechten met vijanden zijn beurtelings en gaan met zogenaamde Quicktime-events, hierbij moet de speler op het juiste moment op een knop drukken. Ook kan men in "Mecha's" of robotachtige wezens rondlopen.

## Ontvangst
| Recensiescore             | Recensiescore |
| Recensieverzamelaar       | Score         |
| ------------------------- | ------------- |
| Metacritic                | 0%            |
| Publicist                 | Score         |
| Destructoid               | 9             |
| Electronic Gaming Monthly | 7,5           |
| Eurogamer                 | Essentieel    |
| Game Informer             | 7,25          |
| GameSpot                  | 8             |
| IGN                       | 8,2           |
| Power Unlimited           | 87/100        |

Xenoblade Chronicles X ontving positieve recensies. Men prees het grafische gedeelte, de gameplay, gedetailleerde en grote spelomgeving en de muziek. Kritiek was er op het hoge aantal cutscenes (tussenfilmpjes) tijdens het spel.
Op verzamelwebsite Metacritic heeft het spel een verzamelde score van 84%.